# Luthrodes boopis
Luthrodes boopis is een vlinder uit de familie van de Lycaenidae. De wetenschappelijke naam van de soort is voor het eerst gepubliceerd in 1897 door Hans Fruhstorfer.
De soort komt voor in Indonesië (Sulawesi).